# Mitella pentandra
Mitella pentandra är en stenbräckeväxtart som beskrevs av William Jackson Hooker. Mitella pentandra ingår i släktet Mitella och familjen stenbräckeväxter. Inga underarter finns listade i Catalogue of Life.